# Малий Салгир
Малий Салгир, Бала-Салгир (крим. Bala Salğır) — річка в Криму, притока річки Салгир. Бере початок із джерел на висоті 700 м, біля південного схилу гори Коль-Баїр, що входить у систему північно-західних відрогів Головного пасма Кримських гір, протікає територією Сімферополя й у межах міста впадає в Салгир у парку імені першого космонавта Юрія Гагаріна.
Довжина річки 22 км. Басейн річки площею 96,1 км² витягнутий уздовж Салгира й охоплює нижню частину північних схилів Головного пасма. Середньорічні витрати води 0,27 м³/с, максимальні витрати можуть досягати 70 м³/с.
У межах міста Сімферополя в Малий Салгир упадає його маловодна права притока — річка Абдальська, довжиною 9 км. Більше рання назва цієї річки — «Боурчи» (Край Землі). Річка бере початок на північно-західній окраїні дачного масиву «Кам'янка» у глибокій балці з джерела. У верхньому плині на лівому березі розташований район Богурча (Кам'янка), а на правому березі — район Хошкельди (Ласкаво просимо). Нижче перетинання річки Феодосійським шосе на лівому березі розташовані райони Яни Абдал (Біле) і Свобода, ще нижче на правом березі — Ескі Абдал (Загороднє), а на правому — Сергіївка. Цікаво відзначити, що до входження у склад міста це були села, що входили в Бахчи-Елінську сільраду (баштани-елі — край садів) і сама назва Боурча, можливо пішла від російськомовної вимови слова «багча», що означає «сад». Природно, що край садів був тут завдяки водам річки. Зараз же ставки у верхів'ї порожні. Течія річки з'являється тільки після джерела Білий Ключ, що виходить з-під землі в Яни Абдалі (Біле). По території міста Сімферополя небагатоводна річка протікає в основному в каналізованому руслі.

## Палеографія
Наприкінці XIX століття на берегах Малого Салгира з'явилося селище Чокурча. Саме так називалася в той час і сама річка. Слово «чокур-ча» значить «бурхлива». Дивлячись на сучасне русло річки, така назва викликає здивування, але палеолітичний опис Є. В. Львової розвіює всілякі сумніви: «Набагато повноводнішим був… Малий Салгир, хоча й тоді він уступав своєму старшому братові в розмірах. І весь масив із гротом Чокурча виглядав майже островом, захищеним від небезпечних звірів водою й скелями». Природна водна перешкода послужила тому, що в гроті на лівому схилі долини влаштувалася первісна людина. Стоянка була виявлена в 1927 році краєзнавцем Сергієм Івановичем Забніним. Дослідження, проведені роком пізніше археологом Миколою Львовичем Ернстом, дозволили встановити, що людина тут жила 50 тис. років тому, в епоху середнього палеоліту.